# 亚当斯县 (华盛顿州)
亞當斯縣（英語：Adams County）是美国华盛顿州東南部的一個郡，縣名紀念第二任美国总统约翰·亚当斯，面積4,998平方公里。根据2020年美國人口普查，共有人口20,613人。縣治里茨維爾。該於1883年11月28日由惠特曼縣獨立出。

## 地理
根據美国人口普查局，本郡的總面積為5,000平方（1,930平方英里），其中陸地面積占4,990平方（1,925平方英里）、水域面積占13平方（5平方英里） (0.25%)。

### 主要公路
- 90號州際公路
- 395號美國國道（英语：U.S. Route 395）

### 毗鄰郡
- 北－林肯縣
- 東－惠特曼縣
- 南－富蘭克林縣
- 西－格蘭特縣

### 國家保護區
- 哥倫比亞國家野生動物保護區（英语：Columbia National Wildlife Refuge）（部分）
- 沙鐸山國家野生動物保護區（部分）

## 資料來源
1. ↑  . 美國人口普查局.   [2024-11-09].
2. ↑  . HistoryLink.org. 2003-03-06  [2012-07-10]. （原始内容存档于2008-01-19）.

## 外部連結
- 華盛頓州亞當斯郡（页面存档备份，存于）
- Image of 1892 Adams County Courthouse at the Washington State Digital Archives.
- Image of 1905 Adams County Courthouse addition at the Washington State Digital Archives.
- Image of 1941 Adams County Courthouse at the Washington State Digital Archives.